# 賓頓市民醫院
賓頓市民醫院是加拿大安大略省賓頓的一所急症護理醫院，附屬於威廉奧斯勒醫療系統及麥瑪斯達大學醫學院。
該院現覆蓋賓頓及週邊地區約50萬名居民，每年可接診急症護理80,000人次，以及非住院護理201,000人次。該院僱員有4,100名。